# یاه
| M17 | D36 | V28 | N11 |

| M17 | D36 | V28 | N11 |

یاه (مصری: jˁḥ، قبطی: ⲟⲟϩ) یک الهه قمری (مؤنث نیست) در دین باستانی مصر می‌باشد. واژه jˁḥ صرفاً یعنی «قمر».

## پرستش
با فرارسیدن پادشاهی نوین مصر (قرن ۱۶ تا ۱۱ پیش ‌از میلاد) او از دیگر ایزدان مرتبط با قمر، تحوت و خونس، کم‌تر برجسته بود.

## ارجاعات
1. ↑  Allen, James P. (2000). Middle Egyptian: An Introduction to the Language and Culture of Hieroglyphs. Cambridge University Press. p. 436